# Интрон
Интрон (съкратено от intragenic region) се нарича нуклеотидна последователност, който се отстранява при снаждането (англ. splicing) по време на зреенето на РНК. Терминът интрон се отнася за некодиращите участъци от даден ген, както в молекулата на ДНК, така и при откопираната РНК-а молекула. „Кодиращите“ участъци се наричат екзони. Те се снаждат и съставят зрялата РНК. Интрони се срещат в гените на повечето организми и много вируси. Те могат да бъдат видяни в широк диапазон на гени, включително в мРНК, рРНК и тРНК. Когато генът за даден белтък съдържа интронни области сплайсингът на РНК се извършва при процесът на зреенето, който следва транскрипцията и е преди транслацията.
Думата интрон е производно от понятието intragenic region, т.е. област във вътрешността на гена. Въпреки че интроните понякога се наричат междинни последователности, терминът „междинни последователности“ може да се отнася за някое от няколко семейства от вътрешната последователност на нуклеинови киселини, които липсват в окончателния генен продукт, включително интерини, нетранслируеми последователности (утр), и нуклеотиди изтрити при РНК-редактиране.

## Произход на интроните
Можем да се предположи, че (самоснаждащите се) интрони са възникнали в примитивната клетка като паразитни последователности, но по-късно са ѝ помогнали да сглоби някои от гените си. И двете събития трябва да са протекли в най-ранния период на еволюцията, много преди разделянето на прокариотите и еукариотите. В съвременния прокариотен геном интроните са рядкост и дълги години се смяташе, че само еукариотните гени могат да бъдат накъсани.
Предшествениците на еукариотите са трупали все по-богат геном, дори и за сметка на ефективността. При еукариотната геномна организация интроните не пречат забележимо, а за по-дълъг период се оказват и полезни. Освен ролята им за получаването на нови гени те се използват и за контрол на генната експресия, чрез алтернативно снаждане. Затова еукариотната клетка не само не се е освободила от интроните, а и е „разработила“ нова тяхна разновидност – сплайсозомните интрони.